# Mac Speedie
Mac Curtis Speedie (* 12. Januar 1920 in Odell, Illinois, USA; † 12. März 1993 in Laguna Hills, Kalifornien) war ein US-amerikanischer American-Football-Spieler und -Trainer. Er spielte unter anderem als End in der All-America Football Conference (AAFC) bei den Cleveland Browns.

## Herkunft
Mac Speedie wuchs in Utah auf und besuchte in Salt Lake City die High School. Dort betrieb er verschiedene Sportarten. Er spielte Basketball und stellte als Leichtathlet den Landesrekord im Hürdenlauf über 120 Meter ein. Für die Footballmannschaft seiner Schule spielte er auf der Position eines Halfbacks.

## Spielerlaufbahn

### Collegekarriere
Von 1939 bis 1942 studierte Speedie an der University of Utah. Auch auf seinem College betrieb Speedie mehrere Sportarten, stellte im Hürdenlauf mehrere Ligarekorde auf und spielte Basketball und American Football für die Utah Utes. Für die Footballmannschaft lief er als End auf und wurde von 1939 bis 1941 in die Ligaauswahl gewählt.

### Profikarriere
1942 wurde Speedie von den Detroit Lions in der 15. Runde an 125. Stelle gedraftet. Speedie erhielt ein Vertragsangebot der Mannschaft aus Detroit, welches ihm ein Einkommen von 2.800 US-Dollar zusicherte. Unmittelbar vor der Vertragsunterzeichnung zogen die Lions aus nicht bekannten Gründen ihr Angebot zurück. Speedie schloss sich daraufhin der U.S. Army an und spielte für eine Militärmannschaft American Football. Aufgrund seiner spielerischen Leistungen wurde sein späterer Trainer bei den Cleveland Browns, Paul Brown, auf ihn aufmerksam und bot ihm 1946 einen Vertrag mit einem Einkommen von 7.000 US-Dollar an, als er das Traineramt bei den Browns übernommen hatte, die in der neugegründeten AAFC, einer Konkurrenzliga der National Football League (NFL) angesiedelt waren. Speedie unterschrieb den Vertrag und wurde Teil der Mannschaft, die die AAFC bis zu ihrer Auflösung im Jahr 1949 beherrschte.
In den Reihen der Bowns spielten mehrere spätere Mitglieder in der Pro Football Hall of Fame, so der Quarterback Otto Graham, der Runningback Marion Motley oder der Spieler der Defensive Line Bill Willis. Bereits im ersten Jahr gewann Speedie mit den Browns seinen ersten Titel. Sie siegten im Endspiel gegen die New York Yankees mit 14:9. Speedie fing in dem Spiel sechs Pässe und konnte damit einen Raumgewinn von 71 Yards erzielen. 1947 wurden im Endspiel die Yankees mit 14:3 besiegt. Erneut machte Motley ein gutes Spiel und erlief einen Raumgewinn von 109 Yards.
1948 gewann Speedie seinen dritten Meistertitel, die Browns besiegten im Endspiel die Buffalo Bills mit 49:7.  1949 erfolgte dann der vierte Titelgewinn der Browns. Die San Francisco 49ers hatten bei ihrer 21:7-Niederlage den Browns nichts entgegenzusetzen.
Nach der Saison 1949 musste die AAFC aufgrund finanzieller Probleme den Spielbetrieb einstellen und die Mannschaft aus Cleveland wurde in die NFL aufgenommen. Der Siegeszeug der Browns setzte sich in der NFL fort. Im NFL Endspiel 1950 schlugen sie die Los Angeles Rams mit 30:28. 1951 endete dann die Siegesserie der Browns. Erstmals unterlagen sie in einem Endspiel. Die Rams konnten sich mit 24:17 gegen die Browns durchsetzen.
1952 wurde Speedie zum Most Valuable Player (MVP) seiner Mannschaft gewählt. Einen Touchdown konnte er jedoch in keinem Endspiel erzielen. Aufgrund einer Knieverletzung konnte er 1952 nicht am NFL-Endspiel teilnehmen, welches die Browns mit 17:7 gegen die Lions verloren. Sein Trainer Paul Brown war ein Anhänger bedingungsloser Disziplin was ihn immer wieder in Konflikt mit Mac Speedie brachte. Da die Browns auch nicht bereit waren Speedie ein höheres Gehalt zu zahlen, wechselte er in die Canadian Football League zu den Saskatchewan Roughriders. Nach einem Beinbruch im Jahr 1955 beendete Mac Speedie seine Spielerlaufbahn.
Mac Speedie stellte als Spieler zahlreiche Jahresbestleistungen in der AAFC und in der NFL auf. So gelangen ihm unter anderem in den Jahren 1947 bis 1949 und 1952 die meisten Passfänge in der Liga.

## Trainerlaufbahn
Im 1960 wurde Speedie Assistenztrainer bei den Houston Oilers in der American Football League (AFL). Im Gründungsjahr der AFL konnten die Oilers die Los Angeles Chargers im AFL-Endspiel mit 24:16 besiegen, womit Speedie seine sechste Meisterschaft gewinnen konnte. 1963 wechselte Speedie als Assistenztrainer zu den Denver Broncos und übernahm im folgenden Jahr das Amt des Head Coaches. Im Laufe der Saison 1966 wurde Speedie aufgrund anhaltender Erfolglosigkeit von der Mannschaft aus Denver als Trainer entlassen, blieb allerdings bis 1981 als Scout bei den Oilers.

## Ehrungen
Mac Speedie spielte zweimal im Pro Bowl, dem Abschlussspiel der besten Spieler einer Saison. Achtmal wurde er zum All Pro oder All-CFL gewählt. Speedie ist Mitglied im NFL 1940s All-Decade Team, in der Utah Sports Hall of Fame und in der Hall of Fame seines Colleges. Posthum wird Speedie von den Cleveland Browns seit dem Jahr 2002 in der Honor Roll geehrt. Im Jahr 2020 wurde Speedie in die Pro Football Hall of Fame aufgenommen.

## Tod
Mac Speedie starb an einem Herzinfarkt. Seine Grabstätte ist nicht bekannt.